# Strandasýsla

Strandasýsla

Die Strandasýsla ist ein Bezirk in der isländischen Region Vestfirðir (Westfjorde).
Die Strandasýsla umfasst den größten Teil der Ostseite der Westfjorde mit einer Fläche von 3504 km². Die Gemeinden Árneshreppur, Bæjarhreppur, Kaldrananeshreppur und Strandabyggð mit den Ortschaften Hólmavík, Drangsnes und Borðeyri liegen in diesem Bezirk. Die Strandasýsla liegt im Wahlkreis Norðvesturkjördæmi.
Koordinaten: 65° 42′ N, 21° 41′ W